# Menosoma xavantinense
Menosoma xavantinense är en insektsart som beskrevs av Keti Maria Rocha Zanol 2001. Menosoma xavantinense ingår i släktet Menosoma och familjen dvärgstritar. Inga underarter finns listade i Catalogue of Life.